# Moose du Manitoba
Le Moose du Manitoba est une équipe professionnelle de hockey sur glace de la Ligue américaine de hockey.

## Histoire

Logo du Moose du Manitoba de 2005 à 2011

La franchise débute dans la Ligue internationale de hockey (LIH) en 1996 et fait partie des six équipes bénéficiant de l'expansion de la LAH en 2001 lorsque la LIH interrompt ses activités à l'issue de la saison. 
Au terme de la saison 2010-2011, les Thrashers d'Atlanta, équipe de la Ligue nationale de hockey, déménagent à Winnipeg pour devenir les Jets et doivent se domicilier au MTS Centre, l'aréna du Moose. Ceci cause le déménagement du Moose vers Saint-Jean pour la saison 2011-2012. L'équipe devient les IceCaps de Saint-Jean, nouveau club-école des Jets.
Le 4 mai 2015, la LAH annonce le retour des IceCaps de Saint-Jean à Winnipeg où ils reprennent le nom du Moose.

## Statistiques

### Dans la Ligue internationale de hockey
| No | Saison    | PJ | V  | D  | DP | BP  | BC  | Pts | Classement               | Séries éliminatoires                            |
| -- | --------- | -- | -- | -- | -- | --- | --- | --- | ------------------------ | ----------------------------------------------- |
| 1  | 1996-1997 | 82 | 32 | 40 | 10 | 262 | 300 | 74  | dernier division midwest | Non qualifiés                                   |
| 2  | 1997-1998 | 82 | 39 | 36 | 7  | 269 | 254 | 85  | dernier division midwest | 0-3 Wolves de Chicago                           |
| 3  | 1998-1999 | 82 | 47 | 21 | 14 | 269 | 236 | 108 | 2e division north        | 2-0 Admirals de Milwaukee 0-3 Wolves de Chicago |
| 4  | 1999-2000 | 82 | 37 | 31 | 14 | 227 | 237 | 88  | 5e division west         | 0-2 Ice Dogs de Long Beach                      |
| 5  | 2000-2001 | 82 | 39 | 31 | 12 | 222 | 230 | 90  | 3e division west         | 4-3 Aeros de Houston 2-4 Wolves de Chicago      |

### Dans la Ligue américaine de hockey
| No                                                           | Saison    | PJ | V  | D  | N  | DP | DTB | BP  | BC  | Pts | Classement             | Séries éliminatoires                                                                          |
| ------------------------------------------------------------ | --------- | -- | -- | -- | -- | -- | --- | --- | --- | --- | ---------------------- | --------------------------------------------------------------------------------------------- |
| 6                                                            | 2001-2002 | 80 | 29 | 33 | 4  | 7  | -   | 270 | 260 | 86  | 4e division canadian   | 2-1 IceCats de Worcester 1-3 Sound Tigers de Bridgeport                                       |
| 7                                                            | 2002-2003 | 80 | 37 | 33 | 8  | 3  | -   | 229 | 228 | 84  | 2e division canadian   | 2-1 Pirates de Portland 3-1 Bruins de Providence 3-4 Bulldogs de Hamilton                     |
| 8                                                            | 2003-2004 | 80 | 32 | 35 | 11 | 2  | -   | 214 | 232 | 77  | 6e division north      | Non qualifiés                                                                                 |
| 9                                                            | 2004-2005 | 80 | 44 | 26 | 7  | 2  | -   | 243 | 210 | 98  | 3e division north      | 4-1 Maple Leafs de Saint-Jean 4-1 Americans de Rochester 0-4 Wolves de Chicago                |
| 10                                                           | 2005-2006 | 80 | 44 | 24 | -  | 7  | 5   | 243 | 217 | 100 | 3e division north      | 4-2 Crunch de Syracuse 3-4 Griffins de Grand Rapids                                           |
| 11                                                           | 2006-2007 | 80 | 45 | 23 | -  | 7  | 5   | 232 | 201 | 102 | 1er division north     | 4-3 Griffins de Grand Rapids 2-4 Bulldogs de Hamilton                                         |
| 12                                                           | 2007-2008 | 80 | 46 | 27 | -  | 3  | 4   | 236 | 197 | 99  | 3e division north      | 2-4 Crunch de Syracuse                                                                        |
| 13                                                           | 2008-2009 | 80 | 50 | -  | 23 | 1  | 4   | 239 | 188 | 107 | 1er division north     | 4-2 Marlies de Toronto 4-0 Griffins de Grand Rapids 4-2 Aeros de Houston 2-4 Bears de Hershey |
| 14                                                           | 2009-2010 | 80 | 38 | 33 | -  | 2  | 7   | 233 | 248 | 85  | 5e Division Ouest      | 2-4 Bulldogs de Hamilton                                                                      |
| 15                                                           | 2010-2011 | 80 | 43 | 30 | -  | 1  | 6   | 220 | 210 | 93  | 3e division nord       | 4-3 Monsters du lac Érié 3-4 Bulldogs de Hamilton                                             |
| A joué sous le nom des IceCaps de Saint-Jean de 2011 à 2015. |           |    |    |    |    |    |     |     |     |     |                        |                                                                                               |
| 16                                                           | 2015-2016 | 76 | 26 | 41 | -  | 4  | 5   | 180 | 250 | 61  | 7e division Centrale   | Non qualifiés                                                                                 |
| 17                                                           | 2016-2017 | 76 | 29 | 37 | -  | 5  | 5   | 197 | 242 | 68  | 7e division Centrale   | Non qualifiés                                                                                 |
| 18                                                           | 2017-2018 | 76 | 42 | 26 | -  | 4  | 4   | 253 | 198 | 92  | 3e division Centrale   | 3-2 Griffins de Grand Rapids 0-4 IceHogs de Rockford                                          |
| 19                                                           | 2018-2019 | 76 | 39 | 30 | -  | 5  | 2   | 197 | 219 | 85  | 5e division Centrale   | Non qualifiés                                                                                 |
| 20                                                           | 2019-2020 | 61 | 27 | 33 | -  | 1  | 0   | 160 | 190 | 55  | 8e division Centrale   | Séries annulées à cause de la pandémie de Covid-19                                            |
| 21                                                           | 2020-2021 | 36 | 18 | 13 | -  | 3  | 2   | 109 | 102 | 41  | 2e division Canadienne | Séries annulées à cause de la pandémie                                                        |
| 22                                                           | 2021-2022 | 72 | 41 | 24 | -  | 5  | 2   | 228 | 204 | 89  | 2e division Centrale   | 2-3 Admirals de Milwaukee                                                                     |

## Personnalités

### Entraîneurs
- Jean Perron (1996-1997)
- Randy Carlyle (1996-2001)
- Stan Smyl (2001-2004)
- Randy Carlyle (2004-2005)
- Alain Vigneault (2005-2006)
- Scott Arniel (2006-2010)
- Claude Noël (2010-2011)
- Keith McCambridge (2015-2016)
- Pascal Vincent (en) (2016-2021)
- Mark Morrison (depuis 2021) [4]